# Venă bazilică
Vena bazilică este o venă superficială mare a membrului superior care ajută la drenajul părților mâinii și ale antebrațului. Are originea pe partea medială (ulnară) a rețelei venoase dorsale a mâinii și urcă până la baza antebrațului, unde cursul ei este, în general, vizibil prin piele, deoarece traversează grăsimea subcutanată și fascia situată superficial de mușchi. 
În apropierea regiunii anterioare a fosei cubitale, la marginea articulației cotului, vena bazilică se conectează de obicei cu cealaltă venă superficială mare a membrului superior, vena cefalică, prin intermediul venei cubitale mediene (sau venei bazilice mediene). Dispunerea venelor superficiale în antebraț este foarte variabilă de la persoană la persoană și există o rețea profuză de vene superficiale nenumite cu care comunică vena bazilică. 
Pe măsură ce urcă partea mediană a bicepsului, în braț propriu-zis (între cot și umăr), vena bazilică perforează în mod normal fascia brahială (fascia profundă) deasupra epicondilului medial, sau chiar la fel de înaltă ca mijlocul brațului. Acolo, în jurul graniței inferioare a mușchilor majori, tecul anterior și posterior circumferințelor humerale se introduc în el, chiar înainte de a se alătura venei brahiale pentru a forma vena axilară . 
Alături de alte vene superficiale din antebraț, vena bazilică este un loc acceptabil pentru venipunctură . Cu toate acestea, infirmierele IV se referă uneori la vena bazilică drept „venă virgină”, deoarece cu brațul în mod obișnuit supus în timpul flebotomiei vena bazilică de sub cot devine de-a dreptul penibilă la acces și, prin urmare, este folosită rar. 
Chirurgii vasculari folosesc uneori vena bazilică pentru a crea o fistulă AV (arteriovenoasă) sau grefă AV pentru acces la hemodializă la pacienții cu insuficiență renală . 

## Imagini suplimentare

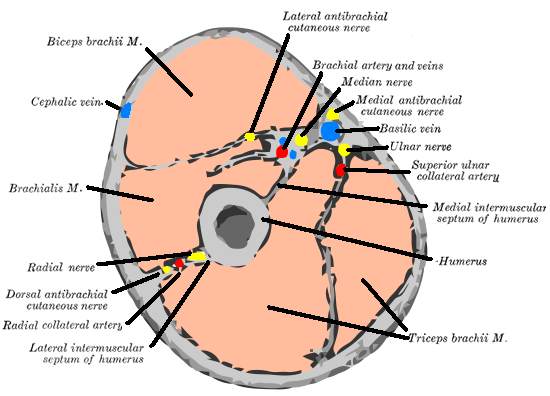
Secțiune transversală prin mijlocul brațului superior
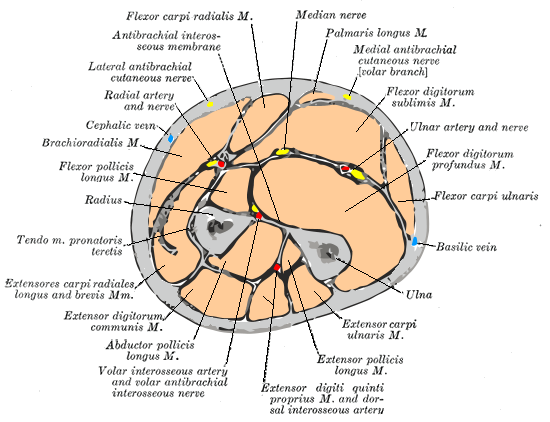
Secțiune transversală prin mijlocul antebrațului.

| Imagini de disecție |
| --- |
| - Venă bazilică - Venă bazilică - Venă bazilică - Venă bazilică - Venă bazilică - Venă bazilică - Venă bazilică - Venă bazilică - Venă bazilică - Venă bazilică - Venă bazilică - Venă bazilică - Venă bazilică - Venă bazilică - Venă bazilică |